# Charles-François de Broglie
Pour les autres membres de la famille, voir Maison de Broglie.
Charles-François, comte de Broglie, marquis de Ruffec, né le 19 août 1719 à Paris et mort le 16 août 1781 à Saint-Jean-d'Angély, est un gentilhomme, officier général et diplomate français du XVIIIe siècle.

## Biographie

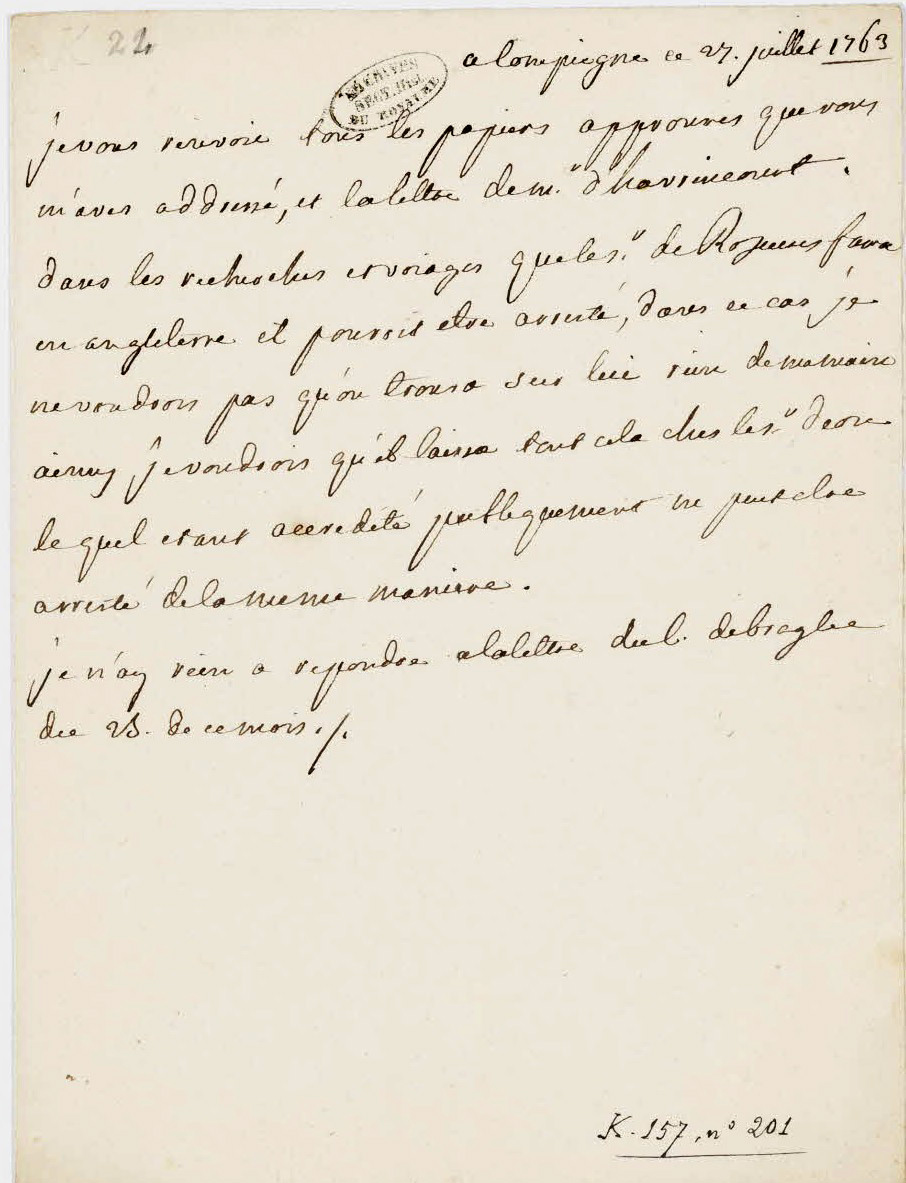
Lettre du Roi Louis XV au comte Charles– François de Broglie qui apporte ses préconisations en cas d’arrestation au sieur de la Rosière, agent secret en Angleterre, 27 juillet 1763. Archives nationales de France.

Charles-François est le fils cadet de François-Marie, 1er duc de Broglie, maréchal de France en 1734 (1671-1745), et de Thérèse Gillette Locquet de Grandville (1692-1763).
Il est l'un des frères de Victor François de Broglie, deuxième duc de Broglie et troisième maréchal de France de la famille.
Il fait une carrière militaire et diplomatique, dans l'ombre de celle de son père, puis de celle de son frère aîné.
Il débute dans sa carrière militaire en 1734, en servant comme cornette au régiment de Berry-Cavalerie, et aide de camp de son père pendant la campagne d'Italie.
Promu capitaine au régiment Dauphin-Cavalerie, il participe en 1735 à la prise de Gonzague et de Reggiolo.
En 1741, il devient mestre de camp d'un régiment de cavalerie de son nom et sert à l'armée de Bavière avec son père, puis comme aide maréchal général des logis de la cavalerie de l'armée.
En 1744, il sert à l'armée de Moselle, puis à celle du Rhin.
En 1746, il sert à la bataille de Raucoux, avant d'être promu brigadier de cavalerie en 1747. Il se distingue ensuite à la bataille de Lawfeld, puis en 1748 au siège de Maastricht.
En 1749, il est fait colonel général des grenadiers de France, puis en 1752 brigadier d'infanterie.
En mars 1752, Louis XV change l'orientation de sa carrière en le nommant son ambassadeur extraordinaire auprès du roi de Pologne, Auguste III, avec la mission officieuse de préparer l'élection du prince de Conti au trône de Pologne, afin de rapprocher la Pologne de la France, en l'éloignant de la Prusse et de la Russie. L'alliance anglo-prussienne de 1756, avec le traité de Westminster, donne l'avantage à la Prusse et renverse ses plans. Il est fait chevalier de l'ordre du Saint-Esprit en 1757, mais ses fonctions d'ambassadeur prennent fin en 1758 et il retrouve le service militaire.
En 1759, il sert comme maréchal de camp avec son frère à la bataille de Minden.
Il est promu lieutenant général en 1760 et sert en 1761 avec son frère à la bataille de Willinghausen.
Il est nommé gouverneur de Franche-Comté en 1761, puis des ville et château de Saumur et du Saumurois en 1770.
Premier colonel attaché aux grenadiers de France, il est également chef du cabinet secret de Louis XV (le « secret du Roy »), puis les services secrets de Louis XVI. À la mort de Jean-Pierre Tercier, en 1767, il prend sa succession.
Après la disgrâce de Choiseul et la nomination du duc d'Aiguillon comme ministre des Affaires étrangères, en 1771, Broglie, qui convoitait ce poste, est exilé dans sa terre de Ruffec, tout en continuant à jouer un rôle de conseiller occulte auprès du Roi.
En août 1773, il est chargé de recevoir à la frontière la future comtesse d'Artois.
A Ruffec, il contribue à l'assèchement des marais de Rochefort.
En 1777, il participe au financement du premier voyage de La Fayette en Amérique, sur le vaisseau La Victoire.
Cette expédition non officielle contribua à l'alliance Franco-Américaine, et à la participation de la France à la guerre d'indépendance des Etats-Unis.
Mort en 1781, il est inhumé dans la cathédrale d'Angoulême.

### Distinctions
- Chevalier du Saint-Esprit (Versailles, 2 février 1757).

### Armoiries
D'or au sautoir ancré d'azur.

### Mariage et descendance
Le comte de Broglie épouse, le 21 mars 1759, Louise Augustine de Montmorency (Gand, 3 janvier 1735 - Paris, 13 janvier 1817), fille de Louis François, prince de Montmorency (mort en 1736), et de Thérèse de Rim, baronne de Belhem. Tous deux auront six enfants :
- Auguste Charlotte Louise de Broglie (Paris, paroisse Saint-Sulpice[1], 25 août 1760 - Paris, 21 octobre 1827), mariée le 8 novembre 1779 à Ruffec, avec Alexis-Bruno-Étienne de Vassé (1753-1820), député aux États généraux de 1789, dont postérité ;
- Philippine de Broglie (Paris, paroisse Saint Sulpice, 5 février 1762 - Paris,15 août 1843), dame pour accompagner Madame Elisabeth (1789), mariée le 2 juin 1783 à Ruffec avec Jules-Marie-Henri de Faret de Fournès (1752-1826), député aux états-généraux de 1789, dont postérité ;
- Adélaïde Charlotte de Broglie (Paris, 29 juillet 1763 - Ruffec,10 octobre 1847), mariée le 2 juin 1783 au château de Ruffec avec Gabriel Emé, 5e marquis de Marcieu (1761-1830), capitaine de cavalerie, dont postérité ;
- Auguste Louis Joseph de Broglie (né le 30 janvier 1765 et mort guillotiné le 31 juillet 1795 à Vannes), colonel de chasseurs, émigré durant la Révolution française, non marié ;
- Amédée de Broglie (Paris, paroisse Saint Sulpice, 30 janvier 1766 - Ruffec (Charente), 19 septembre 1766) ;
- Elséar Ferdinand François de Broglie (Paris, 29 janvier 1768 - Paris, 9 avril 1837), maréchal des camps et armées du roi, commandeur de la Légion d'honneur, marié à Moscou en 1806 avec Anna Levachow, veuve du prince Alexandre Troubetzkoy, morte le 29 août 1848.